# Le Stagiaire
Ne doit pas être confondu avec Le Nouveau Stagiaire.
Le Stagiaire est la dix-huitième histoire de la série Le Scrameustache de Gos et Walt. Elle est publiée pour la première fois du no 2504 au no 2505 du journal Spirou, puis en album en 1986.

## Personnages
- Le Scrameustache
- Khéna
- Oncle Georges
- Oncle Yamouth
- Pilili
- Les Galaxiens
- Les Ramoucha
- Le Stagiaire

## Publication
l’album est d’abord sorti en épisodes dans le journal de Spirou,puis en album en 1986.